# Doubrava (Jičínská pahorkatina)
Doubrava (306 m n. m.) je vrch v okrese Semily Libereckého kraje. Leží asi 0,5 km jihozápadně od obce Olešnice na katastrálním území Olešnice u Turnova a Všeň. Na severovýchodním svahu leží Olešnice, na jihozápadním dvůr Borčice. Vrch patří částečně do CHKO Český ráj, jelikož přes něj prochází hranice tohoto chráněného území.

## Popis vrchu
Zejména ze severní části plošiny jsou výhledy na okolní kotlinu, Vyskeř, Všeň, Ještěd a Ralskou pahorkatinu.

## Geomorfologické zařazení
Vrch náleží do celku Jičínská pahorkatina, podcelku Turnovská pahorkatina, okrsku Mnichovohradišťská kotlina, podokrsku Příšovická kotlina a Olešnické části.

## Přístup
Na plošinu se dá vyjet automobilem, vede tudy silnice z Všeně do Olešnice, kde se větví na směry Vyskeř a Kacanovy (Turnov).